# 생박쥐
생박쥐 또는 작은졸망박쥐, 북부박쥐 (Eptesicus nilssonii)는 애기박쥐과에 속하는 박쥐의 일종으로 북부 유라시아에서 가장 풍부한 종이다. 영국부터 홋카이도까지 그리고 남쪽으로 인도 북부 지역까지 발견된다. 근연종은 문둥이박쥐(Eptesicus serotinus)이다.

## 특징
생박쥐는 중형 크기의 박쥐로 둥글고 짧은 귀를 갖고 있다. 몸무게 범위는 계절에 따라 다르며 8~16g이고, 몸길이는 78mm, 날개 폭은 240~280mm로 적당한 크기의 박쥐이다. 코와 귀, 꼬리, 날개는 검거나 거무스레한 갈색을 띤다. 몸의 대부분은 진한 갈색 또는 검은색 털로 덮여 있고, 머리와 등쪽의 털 끝은 일부분 황금색 색조를 띤다. 복부 쪽 털은 누르스름한 갈색이다. 문둥이박쥐속의 다른 치아 구조와 마찬가지로 특이성이 없지만, 두개골 크기와 비교하면 대형이다.